# Serpent Mounds Provincial Park
Serpent Mounds Provincial Park är en park i Kanada.   Den ligger i provinsen Ontario, i den sydöstra delen av landet, 240 km sydväst om huvudstaden Ottawa. Serpent Mounds Provincial Park ligger 184 meter över havet.
Terrängen runt Serpent Mounds Provincial Park är platt. Närmaste större samhälle är Peterborough, 16,8 km nordväst om Serpent Mounds Provincial Park. 
Runt Serpent Mounds Provincial Park är det glesbefolkat, med 18 invånare per kvadratkilometer.